# Festival du cinéma américain de Deauville 1994
Le Festival du cinéma américain de Deauville 1994, la 20e édition du festival, s'est déroulé du 2 au 11 septembre 1994.

## Inédits
- Go Fish de Rose Troche
- Little Odessa de James Gray
- Clerks : Les Employés modèles de Kevin Smith
- Federal Hill de Michael Corrente
- Innocents et Coupables de Paul Mones
- Last Seduction de John Dahl
- Les Soldats de l'espérance (And the Band Played On) de Roger Spottiswoode
- Curse of the Starving Class de J. Michael McClary
- Gettysburg de Ronald F. Maxwell
- Blessing de Paul Zehrer
- Liberation d'Arnold Schwartzman

## Hommages
- Marlon Brando
- James Woods
- Van Johnson
- Jack Nicholson

## Palmarès
| Prix                                        | Lauréat                                                                |
| ------------------------------------------- | ---------------------------------------------------------------------- |
| Prix de la critique internationale ex aequo | Little Odessa de James Gray et Federal Hill de Michael Corrente        |
| Prix du public ex aequo                     | Go Fish de Rose Troche et Clerks : Les Employés modèles de Kevin Smith |
| Coup de cœur LTC                            | Federal Hill de Michael Corrente                                       |

### Sélections
- Premières - hors compétition :
  - Opération Shakespeare (Renaissance Man) – Penny Marshall
  - The Shadow – Russell Mulcahy